# Leia stelviana
Leia stelviana är en tvåvingeart som beskrevs av Olavi Kurina 2008. Leia stelviana ingår i släktet Leia och familjen svampmyggor.
Artens utbredningsområde är Italien. Inga underarter finns listade i Catalogue of Life.